# تپسی
تپسی (به انگلیسی: Tapsi) یک برنامه درخواست آنلاین     [[ وسیله نقلیه کرایه ای]] برای سفرهای درونشهری و بین شهری است. در حال حاضر دامنه فعالیت تپسی به شهرهای تهران، مشهد، اصفهان، کرج، شیراز، تبریز، قم، اهواز، کرمانشاه، ارومیه، رشت، کرمان، یزد، اراک، قزوین، گرگان، ساری، نیشابور، بابل، آمل، قائمشهر، بندرانزلی و لاهیجان و سبزوار رسیده است.
این نرم‌افزار، در حال حاضر برای دو [[سیستم عامل اندروید]] و [[آی او اس]] و به صورت وب اپلیکیشن برای کاربران [[ویندوز]] قابل استفاده است.

## بنیان‌گذاران
میلاد منشی پور بنیان گذار و مدیرعامل پیشین، حمید مهینی هم بنیان گذار و مدیر ارشد فناوری پیشین و هومن دمیرچی هم بنیان گذار و مدیر عملیات پیشین این سامانه بودند.
میلاد منشی‌پور در برنامه‌ای تلویزیونی در خصوص ویژگی‌های منحصر به فرد تپسی به زیرساخت کاملاً بومی آن اشاره کرده و گفته است که مجموعه تپسی با بیش از ۸۰۰ نیروی پرسنل در سرتاسر کشور، میزبان ده‌ها نفر از نخبگان مهاجر است که برای همکاری با تپسی به کشور بازگشته‌اند.
از دیدگاه دولت ایران، تپسی یک شرکت دانش‌بنیان است.
در ۱۶ بهمن ۱۴۰۲ هفتاد درصد سهام شرکت توسط هلدینگ گلرنگ خریداری شد

## امکانات نرم‌افزار تپسی
- برآورد هزینه سفر

نرم‌افزار تپسی به‌طور خودکار هزینه سفر را محاسبه کرده و پیش از درخواست خودرو به مسافر مبلغ کرایه را اطلاع می‌دهد. هزینه سفرها معمولاً ۳۰ تا ۴۰ درصد پایین‌تر از سفرهایی است که به روش‌های سنتی مانند تاکسی تلفنی و آژانس انجام می‌شوند. پرداخت هزینه سفر نیز می‌تواند به صورت نقدی یا اعتباری (آنلاین) باشد.
- امتیازدهی به راننده

در پایان سفر مسافران می‌توانند بر اساس رضایتشان از سفر، به راننده امتیازی بین ۰ تا ۱۰ داده و دلیل رضایت یا نارضایتی خود را مشخص نمایند. تنها رانندگانی که امتیازی بالاتر از ۸ داشته باشند امکان ادامه فعالیت خواهند داشت.
- امنیت سفر تپسی

مسافر می‌تواند پس از دریافت اطلاعات خودرو و مشخصات راننده، این اطلاعات را برای اطمینان خاطر و در حین سفر با فرد دیگری مانند دوست یا اعضای خانواده به اشتراک بگذارد. با استفاده از این ویژگی، نه تنها خود مسافر بلکه اعضای خانواده وی نیز می‌توانند مسیر خودرو را به صورت آنلاین رصد کنند. این اپلیکیشن دارای پلیس امنیت در حین سفر است.
- گزینه‌های سفر

از جمله امکانات دیگری که در محیط داخل اپلیکیشن وجود دارد، امکان «انتخاب مقصد دوم»، «رفت و برگشت» و «توقف در مسیر» است.
- کد تخفیف

علاوه بر سرویس‌های متنوع، تپسی در مناسبت‌ها و موقعیتهای مختلف تخفیف‌های متنوعی را برای مسافرین خود در نظر گرفته است. برای استفاده از این تخفیف‌ها عموماً باید «کد تخفیف» مربوط توسط مسافر در هنگام ثبت درخواست سفر وارد شود.
- زبان‌ها

تپسی در آخرین نسخه اپلیکیشن خود امکان کار به زبان انگلیسی و ترکی را مهیا کرد.
- دسترس‌پذیری برای معلولان

در این نرم‌افزار گزینه‌ای در بخش پروفایل وجود دارد که افراد دارای ویلچر و همچنین کم‌شنوایان و ناشنوایان بتوانند آن را فعال کنند تا راننده متوجه نوع معلولیت آن‌ها شده و اقدامات متناسب را انجام دهد؛ همچنین، اپلیکیشن تپسی برای نابینایان نیز دسترس‌پذیر است.

### انواع سرویس
نرم‌افزار تپسی چند نوع سرویس به کاربران ارائه می‌دهد:
- سرویس تپسی کلاسیک (دربستی با خودروی معمولی)
- سرویس تپسی لاین (غیردربستی)
- سرویس پلاس (خودروی بهتر)
- سرویس تپسی تلفنی (بدون نیاز به گوشی‌های هوشمند و از طریق تماس با شماره ۱۶۳۰)
- سرویس همیار (جهت خرید و انجام خدمات توسط سفیر)
- سرویس موتوپیک (ارسال محموله با موتور و بدون حضور مسافر)
- سرویس اتوپیک (ارسال محموله با خودرو بدون حضور مسافر)
- توان‌یاب (ویژه افراد دارای معلولیت حرکتی، بدون دریافت کمیسیون از طرف تپسی)[۲۰][۲۱]
- با همسفر (سرویس با همسفر به شما این امکان را میدهد که با یک مسافر دیگر که هم مسیر شماست به مقصد برسید با این قابلیت تپسی به شما چند درصد تخفیف در سفر میدهد)

## چالش‌ها

### مجوز از شهرداری
تپسی برای ادامه کسب‌وکار خود، با مخالفت‌هایی روبه‌رو بوده است. در بیشتر این موارد تپسی متهم به عدم پیروی از قوانین و مقررات بوده است. این در حالی است که به گفته مدیران این مجموعه آن‌ها مجوزهای لازم را از همهٔ نهادها کسب کرده‌اند. با وجود این که دولت گفته‌های مدیران را تأیید می‌کند اما اتحادیه تاکسی‌رانان تأکید دارند که تپسی باید به دنبال مجوزی ویژه از شهرداری تهران باشد.
همچنین سازمان تاکسیرانی با ادعای «ارزان‌فروشی» یا «دامپینگ» از تپسی به شورای رقابت شکایت کرد که شورای رقابت این شکایت را رد کرد.

### شکایت از اسنپ
تپسی در پاییز ۱۳۹۶ از اسنپ به شورای رقابت مبنی بر اخلال در رقابت سالم شکایت کرد. این شکایت در آذر ۹۶ رد شد.
تپسی در شکایت خود ادعا کرده بود شرکت اسنپ محدودیت‌هایی ایجاد کرده که موجب اخلال در رقابت سالم در بازار تاکسی اینترنتی می‌شود. به عنوان مثال، تپسی ادعا می‌کرد اسنپ به رانندگان خود اجازه نمی‌دهد که هم‌زمان با اپلیکیشن رقیب نیز کار کنند. دلایل تپسی برای اخلال در رقابت سالم عبارت بودند از: «تعارض این اقدام با عرف جاری در تجارت نرم‌افزار»، «تضاد آن با قواعد حقوق رقابت» و «نقض حریم خصوصی افراد». پاسخ شورا در رابطه با شکایت تپسی به این شرح است: «در خصوص شکایت شرکت تپسی از شرکت اسنپ مبنی بر ممانعت رانندگان اسنپ از همکاری با شرکت تپسی موارد زیر مورد توجه قرار گرفت. الف- رانندگان و شرکت مشترکاً به مسافرین خدمت ارائه می‌کنند. ب- علی‌رغم اقدام اسنپ راننده در انتخاب شرکت برای همکاری مخیر است.
با توجه به مراتب فوق وقوع اخلال در رقابت موضوع جزء (۲) بند الف ماده ۴۵ به تأیید شورا نرسید و شورای رقابت در تاریخ ۲۷ آذر ۱۳۹۶ شکایت تپسی از اسنپ را رد کرد.
همچنین اعمال مخل رقابت موضوع جزء ۳ بند و ماده ۴۵ و بند ح ماده ۴۵ و جزء ۴ بند ط ماده ۴۵ مبنی بر سوءاستفاده از وضعیت اقتصادی مسلط از طریق ایجاد مانع به منظور مشکل کردن ورود رقبای جدید احراز نگردید.» روزنامه دنیای اقتصاد بعد از انتشار رأی شورای رقابت در مقاله‌ای به تحلیل این موضوع پرداخت و نوشت که شرکتی نظیر اوبر که یک تاکسی آنلاین مسلط در بازار آمریکا است به دلیل وجود «زیر ساخت‌ها و قانونگذاری بر مبنای رقابت، هرگز ورود سایر رقبا را با محدودیت روبه‌رو نکرده است.» علی‌رغم رأی شورای رقابت، تپسی در بیانیه‌ای اعلام کرد که خواستار تجدیدنظر در پرونده شکایت خود است.

### لو رفتن اطلاعات ۶۰ هزار راننده تپسی
در اواخر فروردین ۱۳۹۸ یکی از سرورهای جانبی تپسی که فاکتورهای ۶۰ هزار راننده آن در سال‌های ۱۳۹۵و ۱۳۹۶ روی آن قرار داشته مورد نفوذ قرار گرفت. بنا به اعلام پلیس، سرور جانبی شرکت تپسی که حاوی اطلاعات مالیاتی بوده و کاربری داخلی داشته بدون هیچ گونه اعمال سیاست‌های امنیتی و حفاظتی مناسب و با بی‌دقتی در شبکه اینترنت به اشتراک گذاشته شده و شرایط دسترسی به اطلاعات و نشت آن فراهم شده و باعث بروز این مشکل شده است.در تاریخ ۱۱ شهریور ۱۴۰۲ این شرکت مورد حمله هکرها قرار گرفت و هکرها در مقابل عدم نشر اطلاعات کاربران و رانندگان تپسی طلب مبلغ ۳۵ هزار دلاری کردند.

## تغییرات برند
تپسی در بهمن ماه ۱۳۹۸، از لوگو و رنگ جدید خود رونمایی کرد. به این ترتیب، لوگوی دایره شکل پیشین تپسی، به دو خط موازی، و رنگ مشکی این برند، به رنگ نارنجی تغییر کرد. تپسی رنگ نارنجی لوگوی جدید خود را یادآور تاکسی‌های نارنجی که سال‌ها قبل به جابه‌جایی مسافران می‌پرداختند، می‌داند. همچنین دو خط موازی موجود در این لوگو، از خطوط خیابان الهام گرفته شده است که تداعی کننده حرکت هستند.

## ورود به بورس
تپسی به عنوان اولین استارتاپ ایرانی، پذیرش قطعی ورود به بازار سرمایه را در دی ماه ۱۳۹۹ دریافت کرد. میلاد منشی‌پور، بنیان‌گذار تپسی هم در توییتی رسماً پذیرش این استارت‌آپ در بازار بورس را تأیید کرد. جلسه معارفه عرضه اولیه تپسی در خرداد ۱۴۰۱ در فرابورس ایران برگزار شد. عرضه اولیه تپسی به روش سلب حق تقدم خواهد بود البته پیش از آن یک عرضه اولیه ۴ تا ۵ درصدی طی روزهای آتی برای کشف قیمت انجام خواهد شد. ارزش سهام تپسی بر اساس جمع‌بندی تأمین سرمایه کاردان و کارشناس رسمی دادگستری با رویکرد مبتنی بر ارزش خالص دارایی‌ها به مارکت ۱۶ هزار و ۴۲۷ میلیارد ریال و ارزش هر سهم به ۱۴۰۳۴ ریال رسید.
در روز چهارشنبه، ۳ آذر ۱۴۰۰، عیسی زارع‌پور وزیر وقت ارتباطات و فناوری اطلاعات اعلام کرد که «شرکت تپسی نخستین استارتاپی خواهد بود که نام آن بر تابلوی فرابورس نقش خواهد بست.»
تپسی در خرداد ماه سال ۱۴۰۱ بود که به‌عنوان اولین استارتاپ کشور وارد فرابورس شد و در آن عرضه اولیه شد، پس از حضور بیش از یک ساله در فرابورس ۴۱ در از سهام عمده آن شامل سهام مؤسسان آن به خریدار نامشخصی فروخته شد. چهار بلوک سهام تپسی به میزان ۶۸٫۹۵ درصد کل سهام تپسی در مورخه ۱۵ بهمن ۱۴۰۲ به مبلغ ۲٫۱ هزار میلیارد تومان (معادل ۳۸ میلیون دلار) مورد معامله قرار گرفت. در نهایت پس از انجام معاملات نام گروه گلرنگ به عنوان خریدار اعلام شد.